# Binagadis asfaltsjöar

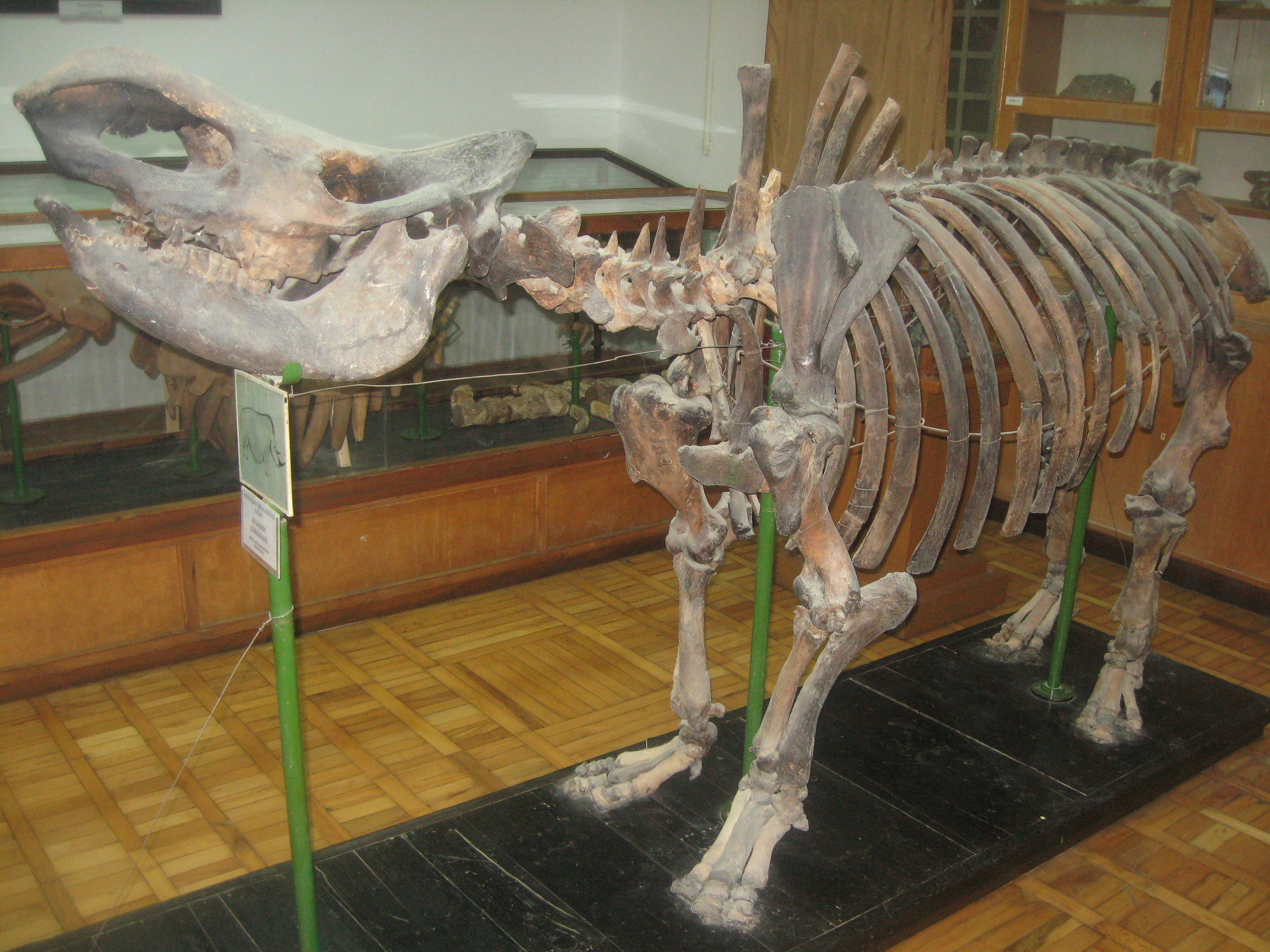
Skelett av en Rhinoceros binagadiensis (Pleistocen), som hittats i Binagadis asfaltsjöar. Naturhistoriska museet efter Hasan bey Zardabi i Baku.

Binagadis asfaltsjöar är ett kluster med asfaltsjöar cirka 1 km sydost om Binagadi, nära Hirda-Girrarkullen i staden Bakus närhet i Azerbajdzjan. Asfalt och tjära har trängt upp ur marken i detta område i tiotusentals år. Tjäran är ofta täckt med damm, löv och vatten. Under många århundraden bevarades ben från djur som fångats i tjäran.
Denna forntida flora och faunaavlagring skyddas av staten som ett naturmonument av speciell betydelse enligt Armeniska republikens regeringsdekret nr 167 den 16 mars 1982.

## Områdets geografi
Binagadifältet ligger på krönet av en kulle 500 meter sydost om byn Binagady, och 7 km norr om Baku. De kustområden som är närmast ligger 10 km söderut och 25 km norrut.
Det benbärande området omfattar grovt räknat 1,5 hektar och ligger på en höjd nära Kyrrarhöjden. Området ligger 54–57 m över dagens havsnivå och 48 m över Beyuk-Shorsjöns medelnivå. En forntida lervulkan (Kichik-Dag) ligger norr om det fossilrika området; längre norrut ligger den sydeuropeiska utsträckta, salthaltiga Masazyrsjön och i nordost Binagadysjön. I öster ligger saltvattensdepressionen Kariatakh-Shor, bortom vilket reser sig Balakhanyplatån. Från Binagadyhöjden sträcker sig oljebärande Salinas och saltsjön Beyuk-Shor, som sträcker sig långt åt sydost.

## Naturhistoriskt museum
En samling av exemplar av Binagadis kvartär-fauna visas på Naturhistoriska museet efter G. Zardabi omfattar 41 däggdjursarter, 110 fågelarter, 2 reptilarter, 1 amphibian, 107 insektsarter, 22 vegetative remains, etc.
Binagadis fauna och floralämningar är i rikare vad gäller antalet djurreliker än kvartärfaunalämningar som hittats i Kaliforniens La Brea. Denna forntida fauna och floralämning avgör inte bara Transkaukasus historia, utan spelare också en viktig roll i lösandet av problem kring paleofaunan i hela Kaukasusområdet, Mellanöstern, Europeiska delen av de forna sovjetstaterna.

## Första upptäckten
Platsen upptäcktes 1938 av en student, Mastan-Zade, som studerade Apsheronbitumen. Första utgrävningarna genomfördes av Bogachev 1938 (Azerbaidzhan branch of the Academy of Sciences of the U.S.S.R.). Utgrävningarna pågick fram till 1941 med Kasbovas och Sultanovs deltagande och återupptogs 1946 under ledning av Burchak-Abramovich.